# Estonica
Estonica – estońska encyklopedia, poświęcona wyłącznie Estonii, szczególnie kulturze, gospodarce i historii. Projekt jest rozwijany przez Instytut Estoński. Materiały były wydawane początkowo po estońsku i angielsku, ale od 2010 roku także rosyjsku. Udostępnione są na licencji Creative Commons Attribution-NonCommercial-ShareAlike.